# Moderator (algemeen)
Een moderator, vrij vertaald uit het Engels: aanpasser, dient een gesprek, discussie in goede banen te leiden, bijvoorbeeld bij een verkiezingsdebat. Hij/zij stelt de vragen, verleent of ontneemt deelnemers het woord, betrekt eventueel vragen uit het publiek in de discussie. Het is dan synoniem van gespreksleider.

## Internet
Moderator op het internet is de functie van een gebruiker met bepaalde privileges. Moderatoren hebben vaak als taak om een forum, mailinglijst of website netjes te houden. Om deze taak te volbrengen hebben moderatoren vaak rechten om berichten van gebruikers aan te passen of te verwijderen en om gebruikers te corrigeren. Moderatoren werden op bulletin board systems aangesteld om niet-relevante berichten snel te kunnen verwijderen, discussies te sluiten voor nieuwe meningen en om bepaalde gebruikers van de website te blokkeren.
Hoewel moderatoren geacht worden zich aan bepaalde regels te houden en er op toe moeten zien dat gewone gebruikers zich ook aan deze regels houden, komt het ook voor dat een moderator zijn boekje te buiten gaat. Veel fora of mailinglijsten hebben in zo'n geval nog een sysop of netwerkbeheerder waar geklaagd kan worden. 

## Studentenverenigingen
Moderator is ook de officiële titel van een geestelijk adviseur van een katholieke organisatie. Het betreft een geestelijk ambt in de Rooms-Katholieke Kerk. Moderators werden door de kerk  benoemd. Bij Nederlandse katholieke studentenverenigingen die onder het Aller Heiligen Convent AHC vallen, was het in de eerste helft van de 20e eeuw vrij gebruikelijk een of zelfs meer priesters als moderator aan te stellen. Moderators golden als 'bijzonder lid' van die studentenverenigingen en stonden het bestuur met raad terzijde. Dit was enerzijds een uitvloeisel van het feit dat de katholieke studenten in de protestantse gebieden van Nederland weinig andere aanknopingspunten met hun kerk hadden, en anderzijds een middel om het katholieke karakter van de verenigingen te bewaken. Moderatoren bemoeiden zich intensief met de vereniging, en hierdoor was niet altijd de verhouding met het bestuur even goed. Na de vernieuwingsgolf van de jaren 60 en 70 verwaterde het exclusief katholieke karakter van de AHC-verenigingen, en stapten ze dan ook van het moderatorschap af.

## Scholen
Katholieke scholen, bijvoorbeeld een lyceum, kunnen ook een moderator hebben. Hij fungeert dan meestal als godsdienstleraar, gaat voor in eucharistie en is eventueel raadgever voor het schoolbestuur, docenten en leerlingen.